# 이케지리역
이케지리역(일본어: 池尻駅)은 일본 후쿠오카현 다가와군 가와사키정에 있는 규슈 여객철도 히타히코산 선의 역이다.

## 역 구조
섬식 승강장 1면 2선을 가진 열차 교환이 가능한 지상역. 서로의 승강장은 구내 건널목으로 연락하고 있다. 옛부터 목조 역사가 있어, 매표구나 창 등은 모두 판자형으로 하여 역사도 약간 안좋았지만, 2008년에 해체되어, 역사가 신축 되었다. 무인역.
이전은, 주변에 있던 탄광으로의 인상선이 몇 차례 존재했다. 그 이름대로 구내는 중간역으로서는 넓다.

## 역 주변
가와사키 정의 북부에 위치한다. 역의 서쪽을 현도 제95호선이 히타히코산 선과 병행하는 형태로 지난다. 주변은 민가가 많아, 작지만 결정되었던 집락을 형성하고 있다.

## 역사
- 1899년 7월 10일 : 호슈 철도의 역으로서 고토지 - 가와사키(현 · 부젠카와사키)간 개업에 아울러서 개설.
- 1901년 9월 3일 : 규슈 철도가 매수.
- 1907년 7월 1일 : 국유화.
- 1987년 4월 1일 : 일본국유철도 분할 민영화에 의해 규슈 여객철도가 승계.

## 인접 역
| 히타히코산 선          | 히타히코산 선   | 히타히코산 선            |
| ---------------------- | --------------- | ------------------------ |
| 다가와고토지 조노 방면 | ■ 히타히코산 선 | 부젠카와사키 요아케 방면 |